# سلادانا میرکوویچ
سلادانا میرکوویچ (انگلیسی: Slađana Mirković؛ زادهٔ ۷ اکتبر ۱۹۹۵) بازیکن والیبال زن اهل صربستان است.